# Климпуш Дмитро Іванович
Климпуш Дмитро Іванович (* 7 листопада 1897, Ясіня, жупа Мармарош, Угорське королівство — † 1959, смт Ясіня, Рахівський район, Закарпатська область, Українська РСР) — один з перших на Закарпатті українських підприємців, один із керівників Гуцульської республіки у 1918 році. Батько Ореста Климпуша та Мирослава Климпуша.

## Життєпис
Народився в багатодітній заможній селянській сім'ї. Закінчив народну школу в рідному селі. Під час Першої світової війни воював в австро-угорській армії. Воював на східному та італійському фронтах, був двічі поранений. Брав участь у поході січових стрільців на Мармарош-Сигіт, де потрапив у полон до румунів (1918—1919). Коли Закарпаття ввійшло до складу Чехословацької Республіки, мобілізований в чехословацьку армію. Продовжував службу в Ужгороді та Севлюші (Виноградові). Демобілізувався у званні старшини. Працював касиром у Ясінянській філії Підкарпатського банку в 1921—1923 роках. Учасник гуцульського повстання.
Як учасник війни, Дмитро Климпуш дістав дозвіл на відкриття готелю й корчми; потім всі брати придбали тартак, млин і 1928 року створили фірму «Брати Климпуші — лісопилка і млин», ставши співвласниками (1928—1944).

### Громадська і політична діяльність
Дмитро Климпуш був одним із керівників Гуцульської республіки у 1918 році. У 1923 року Дмитро Климпуш стає членом соціал-демократичної партії, а 1927 року його обрано секретарем сільської організації соціал-демократичної партії. З 1937 року стає членом окружного представництва СДП Чехословаччини.
У 1923 р. Климпуш вступає в члени спортивного товариства Січ, а в 1927 року очолив його. Товариство, при створенні, не ставило перед собою політичних завдань, займалось спортивно-виховною роботою та організацією спортивних змагань. Членом товариства був і Олекса Борканюк.
Разом з братами брав активну участь у піднесенні національної та громадської свідомості. Вони вносили пожертви на будівництво Народного дому товариства Просвіта в Ужгороді та Рахові, підтримували закарпатських студентів у Празі, фінансували їх видання «Альманах підкарпато-українських студентів», брали участь у всіх заходах закарпатської «Просвіти». Для поїздки на Всепросвітянський з'їзд, що відбувся у жовтні 1937 року, було замовлено та оплачено спецпоїзд з Ясіня до Ужгорода та назад, який забирав усіх очікуючих на станціях просвітян.

### Карпатська Січ
Восени 1938 року Підкарпатська Русь, як тоді офіційно називалось Закарпаття, стала автономною частиною Чехословаччини. На початку листопада 1938 року на запрошення прем'єра краю Августина Волошина Дмитро Климпуш прибуває до м. Хуст. Було вирішено змінити статут товариства «Січ» і на його основі створити «Карпатську Січ» — напіввійськову організацію, яка б готувала кадри для адміністративного апарату внутрішніх справ, а також із чехословацькими прикордонниками охороняла кордони Карпатської України. 9 листопада 1938 року статут Організації народної оборони «Карпатська Січ» був затверджений, а її головним командантом було обрано Дмитра Климпуша, обов'язки якого Дмитро виконував на громадських засадах. Дмитро Климпуш був розважливим керівником — і, як командант, не розділяв радикальних поглядів членів організації, усвідомлюючи безперспективність протистояння регулярним військам. Свою увагу Дмитро Климпуш зосереджував на підвищенні якості військової підготовки та розбудові організаційної структури організації.
Після проголошення самостійності Карпатською Україною, вона майже відразу була окупована Угорщиною, сили січовиків та регулярної армії були нерівними. Під час окупації були розгорнуті широкомасштабні репресії проти січовиків. Частина з них емігрувала, частина переховувалась, як і брати Климпуші. Брати майже три місяці переховувалися в рідному селі. З амністією арештованих у Вар'юлопоші, вони отримали документи і вирушили до м. П'єщани у Словаччину, де в санаторії працював Юліан Ревай, колишній міністр Карпатської України. Повернувшись до Ясіня, брати продовжили роботу на своїй фірмі.

### Радянський період
З приходом Радянської армії Дмитро Климпуш уперше був заарештований СМЕРШем 8 грудня 1944 року, у січні 1947 року його звільнили. Хоча Дмитро Климпуш мав можливість разом із сім'єю емігрувати на Захід, він не міг покинути рідний край, своїх людей і не розділити їхньої долі. Після звільнення в січні 1947 року працював в селі Ясіня бухгалтером ліспромгоспу. 11 квітня 1947 року він був заарештований повторно і звинувачений в українському націоналізмі. За вироком так званої трійки був засуджений на вісім років виправних таборів. Покарання відбував у Ангарському таборі Іркутської області Росії.
Повернувся додому в 1956 року з надломленим здоров'ям і через три роки помер. Похований Дмитро Климпуш в с. Ясіня, поряд з батьками. Посмертно реабілітований 2 лютого 1993. З нагоди 100-літнього ювілею від дня народження Головного Команданта «Карпатської Січі» у Ясіня відкрито пам'ятник-погруддя Дмитра Климпуша, автор Михайло Белень.

## Вшанування пам'яті
Вулиця Дмитра Климпуша в Ужгороді